# Фенносарматия
Фенносарматия (также называется Балтика) — палеогеографическое название континентальной области, сформировавшейся в докембрийскую эру в результате многочисленных горообразований (орогенеза). Впервые наименование Фенносарматия  (нем. Fennosarmatia) было дано Хансом Штилле в 1922 году для обозначения Восточно-Европейской платформы. Термин происходит от слов «Финляндия» и позднеантичного названия Восточной Европы. Этим  термином обозначается и географическое расположение области: на севере она охватывает Балтийский щит и древнепалеозойский каледонский ороген, который в настоящее время образует горные массивы Норвегии и Швеции. Названные области объединяются под именем Фенноскандии.

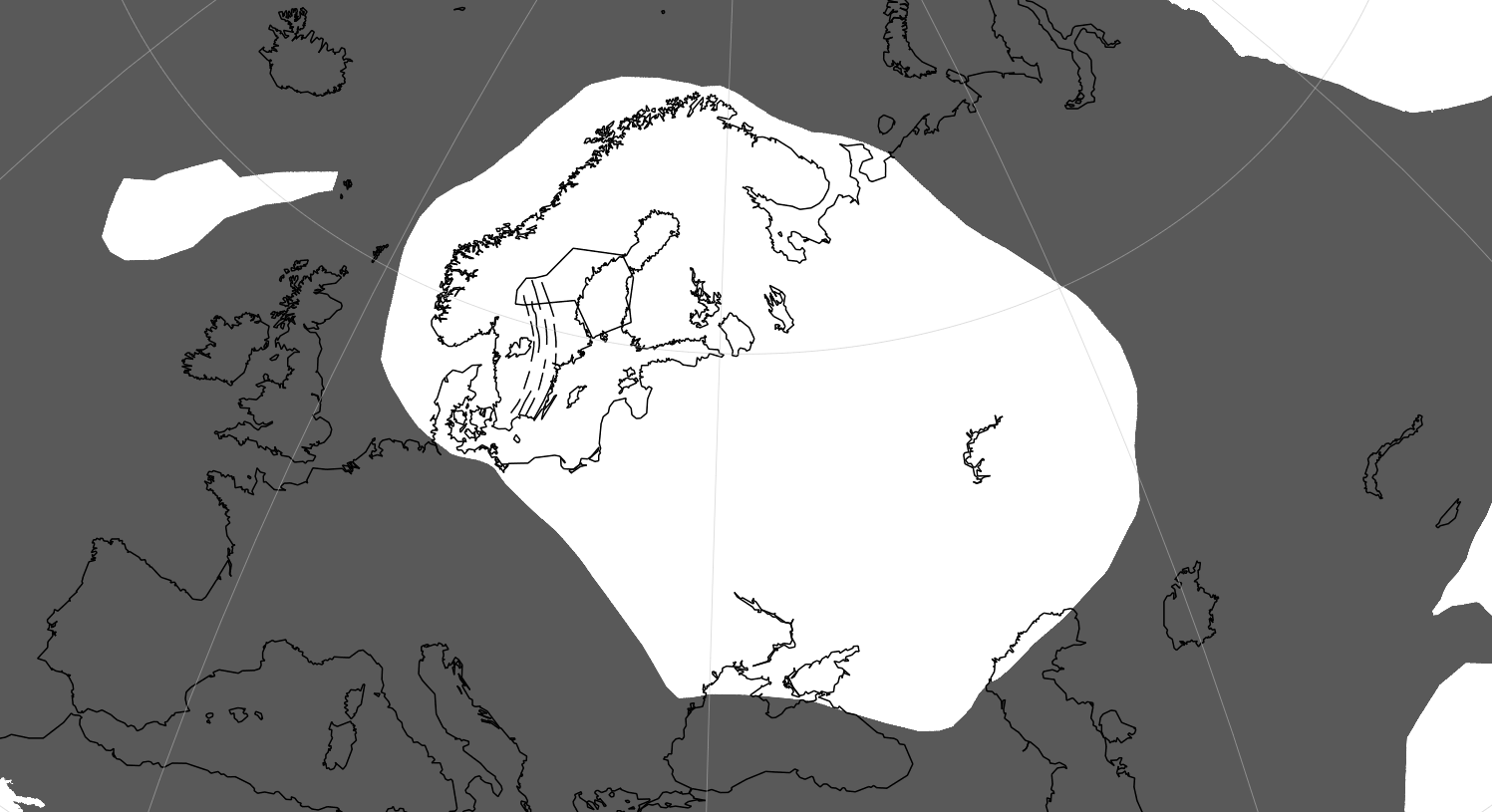
Контур Балтики

## География
Фенносарматия включает в себя территории Скандинавии и Русской равнины.

## Исторический возраст
Фенносарматия является древнейшим предшественником континента (уркратона, щита).
Исследования пород с привлечением радиоизотопного датирования (уран-свинцовым, калий-аргоновым и рубидий-стронциевым методами) выявили 3 периода горообразования, протекавших начиная с готландского времени (возраст 2,5 млрд лет) и продолжаясь свекофеннским (1,75 млрд лет). На этом докембрийское горообразование в целом было завершено. На материковой равнине образуются отложения песчаника (Jotnischer Sandstein). Третий период тектонического неспокойствия (около 1 млрд лет назад) не внёс существенных изменений в уже сложившийся ландшафт.
Наступление моря каледонской геосинклинали, затопившее этот район в период позднего палеозоя, оставило за собой сохранившиеся до сих пор плоско залегающие каменные слои-отложения.

## Формирование

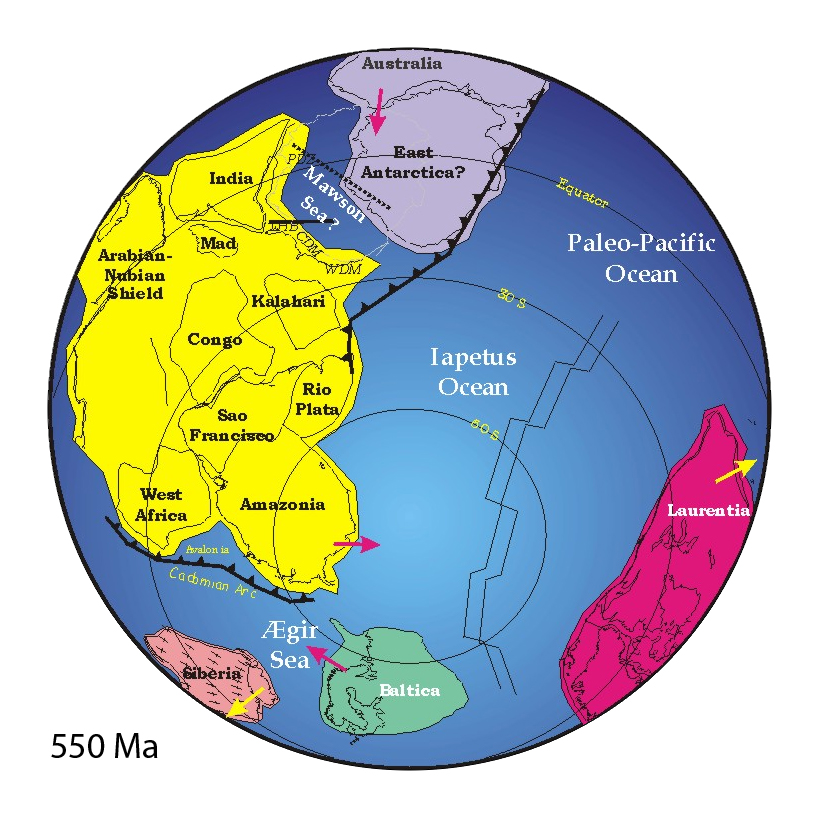
550 миллионов лет назад Балтика (зеленого цвета) была изолированным континентом, расположенным вблизи Южного полюса

Область Балтика сформировалась около 2 — 1,7 млрд лет назад в результате столкновения трех архейско-протерозойских континентальных блоков: Фенноскандии (включая обнаженный Балтийский щит), Сарматии (Украинский щит и Воронежский массив) и Волго-Уралии (покрытой более молодыми отложениями). Сарматия и Волго-Уралия образовали протократон (иногда называемый «Прото-Балтика») около 2,0 млрд лет назад, который столкнулся с Фенноскандией около 1,8-1,7 млрд лет назад. Швы между этими тремя блоками были восстановлены в мезопротерозое и неопротерозое.
750—600 миллионов лет назад Балтика и Лаврентия вместе вращались по часовой стрелке и дрейфовали от экватора в сторону Южного полюса, где они подверглись воздействию криогенного Варангерского оледенения. Первоначальный разлом между двумя континентами отмечен жилами Эгерсунна на юге Норвегии около 650 млн лет назад, а с 600 млн лет назад они начали поворачиваться на 180° относительно друг друга, открывая между двумя континентами океан Япетус. Лаврентия быстро переместилась на север в низкие широты, а Балтика осталась изолированным континентом в умеренных средних широтах Южного полушария, ближе к Гондване, на котором в раннем и среднем ордовике развивались эндемичные трилобиты.
В ордовике Балтика продвинулась на север, приблизившись к Лаврентии, что снова позволило трилобитам и брахиоподам пересечь Япетус. В силурийском периоде, около 425 млн лет назад, окончательное столкновение Шотландии-Гренландии и Норвегии привело к закрытию Япетуса и Скандийской орогении.